# Enemy (film)
Enemy is een Canadese psychologische thriller uit 2013 onder regie van Denis Villeneuve. De film is gebaseerd op de roman The Double (originele titel: O Homem Duplicado) uit 2002 van José Saramago.

## Synopsis
Adam Bell leidt een monotoon bestaan als onzekere, neurotische leraar geschiedenis. Hij toont nauwelijks interesse in zijn vriendin Mary en is verwikkeld in een saaie alledaagse routine. Wanneer hij op aanbeveling van een collega een film kijkt, ziet hij hierin een acteur in een bijrolletje die er exact hetzelfde uitziet als hij. Adam ontdekt dat de man Anthony St. Claire heet en spoort hem op. Wanneer de mannen elkaar ontmoeten, blijkt Anthony mentaal wel Bells tegenpool te zijn. Hij staat stevig in zijn schoenen, besteedt aandacht aan zijn verschijning en heeft een dominant karakter. Hoewel hij goed weet dat Adam nooit een vinger naar zijn vrouw Helen heeft uitgestoken, doet hij alsof hij er van is overtuigd dat die met haar naar bed is geweest. Hij eist van Adam dat die hem ook een keer met Mary laat slapen en belooft als tegenprestatie om daarna voorgoed uit zijn leven te verdwijnen. Adam durft hier niet tegenin te gaan. Wanneer Anthony - zich voordoend als Adam - naar zijn vriendin vertrekt, zoekt hij zelf diens zes maanden zwangere vrouw thuis op, zich voordoend als Anthony.

## Filmverklaring
Adam en Anthony zijn in feite twee persoonlijkheden van dezelfde persoon. Deze man heeft grote moeite zijn ontrouw uit zijn verleden achter zich te laten en zichzelf ertoe te bewegen trouw te zijn aan zijn nu zwangere vrouw. Het regelmatige vertoon van spinnen en spinnenwebben in de film, komt niet voor in het boek, maar vormen metaforen die regisseur Villeneuve heeft toegevoegd. Ze staan symbool voor hoe de hoofdpersoon vrouwen beschouwt; als wezens die hem vangen in een leven dat hij in zijn hart verwerpt.

## Rolverdeling
- Jake Gyllenhaal:  Adam Bell / Anthony St. Claire
- Mélanie Laurent: Mary
- Isabella Rossellini: Adams moeder
- Sarah Gadon: Helen St. Claire
- Stephen R. Hart: Buitenwipper
- Jane Moffat: Eve
- Joshua Peace: Carl
- Tim Post: Conciërge

## Prijzen en nominaties
De film won 17 prijzen en werd voor 23 andere genomineerd. Een selectie:
| Jaar | Evenement                          | Categorie                | Genomineerde | Resultaat   |
| ---- | ---------------------------------- | ------------------------ | --- | ----------- |
| 2013 | San Sebastián (61ste editie)       | Gouden Schelp            | Enemy | Genomineerd |
| 2014 | Canadian Screen Award (2de editie) | Beste film               | Enemy | Genomineerd |
| 2014 | Canadian Screen Award (2de editie) | Beste regisseur          | Denis Villeneuve | Gewonnen    |
| 2014 | Canadian Screen Award (2de editie) | Beste acteur             | Jake Gyllenhaal | Genomineerd |
| 2014 | Canadian Screen Award (2de editie) | Beste vrouwelijke bijrol | Sarah Gadon | Gewonnen    |
| 2014 | Canadian Screen Award (2de editie) | Beste bewerkt scenario   | Javier Gullón | Genomineerd |
| 2014 | Canadian Screen Award (2de editie) | Beste productieontwerp   | Patrice Vermette | Genomineerd |
| 2014 | Canadian Screen Award (2de editie) | Beste camerawerk         | Nicolas Bolduc | Gewonnen    |
| 2014 | Canadian Screen Award (2de editie) | Beste montage            | Matthew Hannam | Gewonnen    |
| 2014 | Canadian Screen Award (2de editie) | Beste filmmuziek         | Danny Bensi, Saunder Jurriaans                                                                                                | Gewonnen    |
| 2014 | Canadian Screen Award (2de editie) | Beste visuele effecten   | Laetitia Séguin, Marie-Cecile Dahan, Mathieu Veillette, Matthew Rouleau, Mikael Damant-Sirois, Patrick David, Vincent Poitras | Genomineerd |